# Banjaranyar (Kras)
Banjaranyar is een bestuurslaag in het regentschap Kediri van de provincie Oost-Java, Indonesië. Banjaranyar telt 5008 inwoners (volkstelling 2010).